# Bavaria Germanair
La Bavaria Germanair era una compagnia aerea nata in seguito alla fusione tra Bavaria Fluggesellschaft e Germanair il 1º gennaio 1977.
L'attività principale della compagnia aerea consisteva nell'effettuare voli charter dagli aeroporti tedeschi verso destinazioni turistiche europee. La compagnia aerea cessò ogni attività e perse la sua identità quando il 1º gennaio 1979 venne fusa con la Hapag-Lloyd Flug, che molto più tardi divenne parte della TUI fly Deutschland.

## Flotta
La flotta di Bavaria Germanair era composta dai seguenti tipi di aeromobili, ereditati dalle compagnie di partenza:
- Airbus A300B4
- BAC 1-11-400
- BAC 1-11-500

Inoltre venne annullato un ordine di VFW-Fokker 614.